# Badula multiflora
Badula multiflora A.DC. – gatunek roślin z rodziny pierwiosnkowatych (Primulaceae). Występuje endemicznie na Mauritiusie. 

## Morfologia
PokrójZimozielony krzew dorastający do 6 m wysokości.
LiścieBlaszka liściowa ma eliptycznie odwrotnie jajowaty kształt. Mierzy 10–15,5 cm długości oraz 3–7 cm szerokości, jest całobrzega, ma stłumioną nasadę i ostry lub tępy wierzchołek. Ogonek liściowy jest nagi i ma 1–15 mm długości.
KwiatyZebrane w Wiechach o długości 3–6 cm, wyrastających z kątów pędów. Mają 5 działek kielicha o trójkątnym kształcie i dorastające do 1 mm długości. Płatków jest 5, są odwrotnie jajowate i mają białawą barwę oraz 2 mm długości.
OwocPestkowce mierzące 4-5 mm średnicy, o kulistym kształcie.